# Водян Валерій Іванович
Вале́рій Іва́нович Водян (нар. 8 вересня 1949, Одеса, Українська РСР, СРСР) — заслужений тренер України. Більш за все відомий своєю роботою з одеським «Локомотивом» та студентською збірною України з футзалу.

## Біографія
Водян з дитинства мріяв стати футболістом і займався в ДЮСШ-6 у тренера Юрія Михайловича Лінди, потім продовжив у групі підготовки «Чорноморця». Входив до юнацької та молодіжної збірних міста, але заграти на високому рівні йому не вдалося. Довгий час працював в Одеському морському торговельному порту. П'ять років був капітаном «Портовика». В 1982 році його дитячий тренер Юрій Лінда запропонував Водяну тренувати дітей у СДЮШОР «Чорноморець», в той час Водян якраз закінчив юридичний факультет Одеського держуніверситету. Любов до футболу переважила і Водян взявся за тренування дітей, де він і пропрацював до того, як опинився в футзалі. Закінчив Вищу школу тренерів у Києві.
Тренерську кар'єру у футзалі почав в одеській команді «Одеса-Норд» в січні 1995 року. Тієї зими одеський клуб пережив реорганізацію, потрапивши під юрисдикцію Одеської залізниці. У першому ж сезоні роботи з командою, одночасно з приходом Водяна перейменованої в «Локомотив», заклав фундамент для її майбутніх перемог.
У сезоні 1995/1996 привів одеситів до першого в їх і одеського футзалу історії чемпіонського титулу. Це було перше чемпіонство одеських ігровиків в історії одеського спорту. Додатковий матч «Локомотива» з непереможним дніпропетровським «Механізатором» за перше місце увійшов до числа найбільш знакових матчів українського футзалу.
У сезоні 1996/1997 «Локомотив», який значно підсилився, зробив золотий дубль, вигравши чемпіонат і Кубок країни. А навесні 1997 року спробував свої сили на міжнародній арені, завоювавши малі бронзові медалі (за 4-те місце) Турніру європейських чемпіонів в Москві.
Сезон 1997/1998 повинен був принести команді Водяна нові міжнародні перспективи, але в результаті вона була вимушена просто дограти сезон до кінця, тому що взимку 1998 року стало відомо, що нове керівництво Одеської залізниці відмовляється від фінансування найсильнішої команди країни. На початку квітня 1998 року отримав звання заслуженого тренера України. Знову вигравши і чемпіонат, і Кубок, склад «Локомотива» розпався.
Тричі поспіль вигравши чемпіонат, Водян встановив унікальне досягнення, яке досі нікому не підкорилося.
Водян отримав у своє розпорядження юних виконавців. Перша ліга для обкатки молоді була оптимальним варіантом у ситуації, що склалася. І до другого кола першості країни команда навчилася перемагати, демонструючи добротну якість гри. Але і цій команді судилося бути розформованою.
Наступним етапом клубної тренерської діяльності Водяча став нині не існуючий єкатеринбурзький клуб «Альфа», з яким одеський фахівець встиг виграти «бронзу» Кубка Росії, а також Кубок кубків. Але незважаючи на очевидний прогрес, зовсім скоро тренер і «Альфа» розійшлися.
Після повернення з Росії деякий час працював консультантом одеської команди «Чорне море-СКА».
2004 року Водян кілька місяців пропрацював в кишинівському «Камелоті» — учаснику Кубку УЄФА.
2007 року деякий час був тренером-консультантом харківського «Локомотива».
16 вересня 2008 року Водян був представлений як головний тренер київської «Планети-Міст», але за взаємною домовленістю і через певні пункти регламенту приступив до виконання своїх обов'язків 1 жовтня. Співробітництво тренера з «Планетою-Міст» теж вийшло недовгим. В цьому випадку все завершилося фінансовою кризою київського клубу, що на перших порах демонстрував під керівництвом Водяна перспективні результати, що дозволяли розраховувати принаймні на боротьбу за медалі чемпіонату. 8 квітня 2009 року за взаємною згодою сторін тренер залишив свою посаду у клубі.
Перед сезоном 2011/2012 прийняв першоліговий МФК «Одеса», однак у зв'язку з погіршенням здоров'я подав у відставку посеред 2-го кола чемпіонату.
Протягом усіх цих років періодично залучався як тренер в студентську, молодіжну та національну збірні України з футзалу.
З 2002 року в Одесі щорічно (з перервою впродовж 2008—2015 рр.) проводиться міжнародний турнір на призи Валерія Водяна.

## Досягнення
Як тренер клубних команд
- Чемпіон України (3): 1996, 1997, 1998
- Володар Кубка України (2): 1997, 1998
- Володар малих бронзових медалей Турніру європейських чемпіонів: 1997
- Бронзовий призер Кубка Росії: 2000
- Переможець міжнародного турніру «Біла акація» (2) : 1996, 1997
- Переможець міжнародного турніру «Київська Русь»: 1995

Як тренер студентської збірної України з футзалу
- Чемпіон світу серед студентів: 1998
- Бронзовий призер чемпіонату світу серед студентів (2): 1996, 2006

## Нагороди
- Почесний Знак АМФОО
- Медаль АМФОО «За великі заслуги у справі розвитку міні-футболу в Одеській області і в Україні»
- Найкращий тренер Одеської області 2006 року
- Найкращий тренер України: 1997/98[19]